# Kelagoor, Chikmagalur
Kelagoor là một làng thuộc tehsil Chikmagalur, huyện Chikmagalur, bang Karnataka, Ấn Độ.